# ウイルスフリー
ウイルスフリーとは、生物がウイルスに感染していない状態のことを言う。感染してもウイルスの影響が出現しないウイルス抵抗性とは異なる。
一般的にウイルスフリーの植物では個体の成育が旺盛になる。植物は動物と異なり、ウイルスを免疫系によって排除することができない。つまり、一度ウイルスに感染した植物は一生そのウイルスから逃れられない。しかし、希にウイルスに対する抵抗性を有した突然変異株が生じる事があり、その変異株は選抜育種される。また、ウイルス抵抗性を有していない優良特性を有した品種とを交配し、ウイルス抵抗性を有した新品種の作出（品種改良）が行われる事もある。

## ウイルスフリーにする方法
植物体の茎の先端部にある分裂組織（茎頂）や雄蕊（おしべ）の葯壁細胞はウイルスに感染していないことが知られており、この細胞を増殖させることでウイルスフリー化した苗を大量生産することができる。
代表的な方法は、
1. ウイルスが存在していない組織（茎頂）を取り出し培養する茎頂培養法、
  - ラン（蘭）・ブドウ・サツマイモ・トマト・イチゴ[7]など多くの作物で行われる。
2. 比較的高い温度で生育させ、ウイルス増殖よりも早い速度で伸びてくる新梢（新芽）を繁殖に用いる方法、
  - イチゴ[7][要検証 – ノート]
3. 上記手法を併用する方法[8][要検証 – ノート]、

がある。
更にウイルスフリー化した植物の種類（トマト）によっては、ウイルスが無い圃場で育成し種子を得ることで大量生産することが出来る。

## ウイルス感染による植物への影響
ウイルス感染は植物の生長に影響を与える。感染の結果、植物体の枯死・樹勢劣化・葉の萎縮・早期落葉・成長阻害などを生じる。その結果、農作物は「収量減少」「果実の糖度低下」「品質低下」などを引き起こす。

### 抵抗性低下
サツマイモの品種「ベニアズマ」ではウイルスフリー化した事で立枯病に対する抵抗性が低下するとの報告がある。

## 伝染
植物の親から子への世代間や種間の伝染（感染拡大）は、種子、土、動物、虫（特に、アブラムシ）、感染植物との接触した人・農機具・刃物によっておきる。
例えば、ササゲやアズキなどの豆類に感染するモザイク・ウイルスでは、低い頻度ではあるが種子の胚を経由して世代間の伝播がおきる。
「トマトに感染するタバコモザイクウイルスの場合、タバコとして市販されている葉に触れた喫煙者を通した接触感染が起こる」とされていたが、ウイルスの種類が異なり起こりにくいとの指摘がある。